# Adenophora nikoensis
Adenophora nikoensis är en klockväxtart som beskrevs av Adrien René Franchet och Paul Amédée Ludovic Savatier. Adenophora nikoensis ingår i släktet kragklockor, och familjen klockväxter. Inga underarter finns listade i Catalogue of Life.

## Bildgalleri

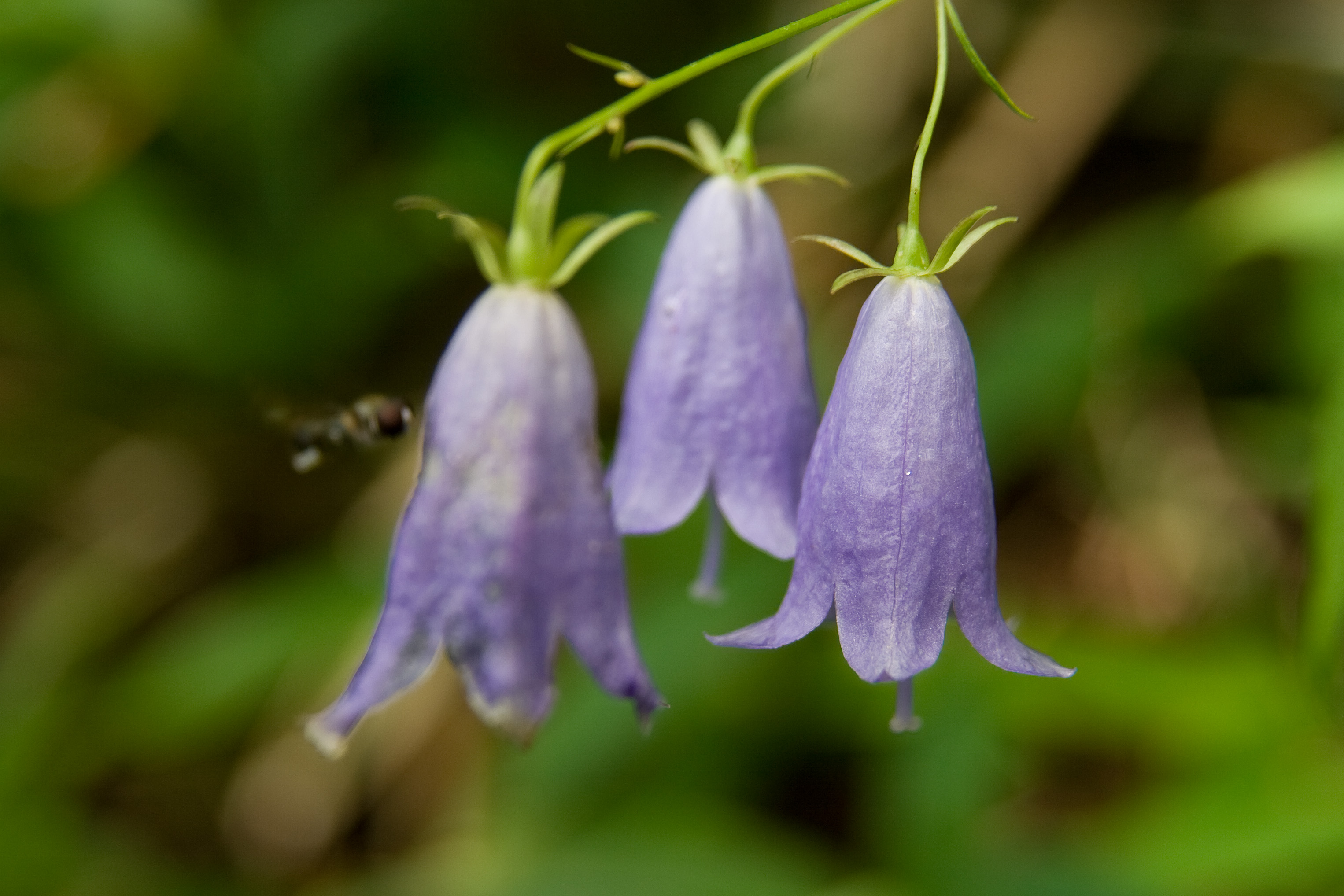
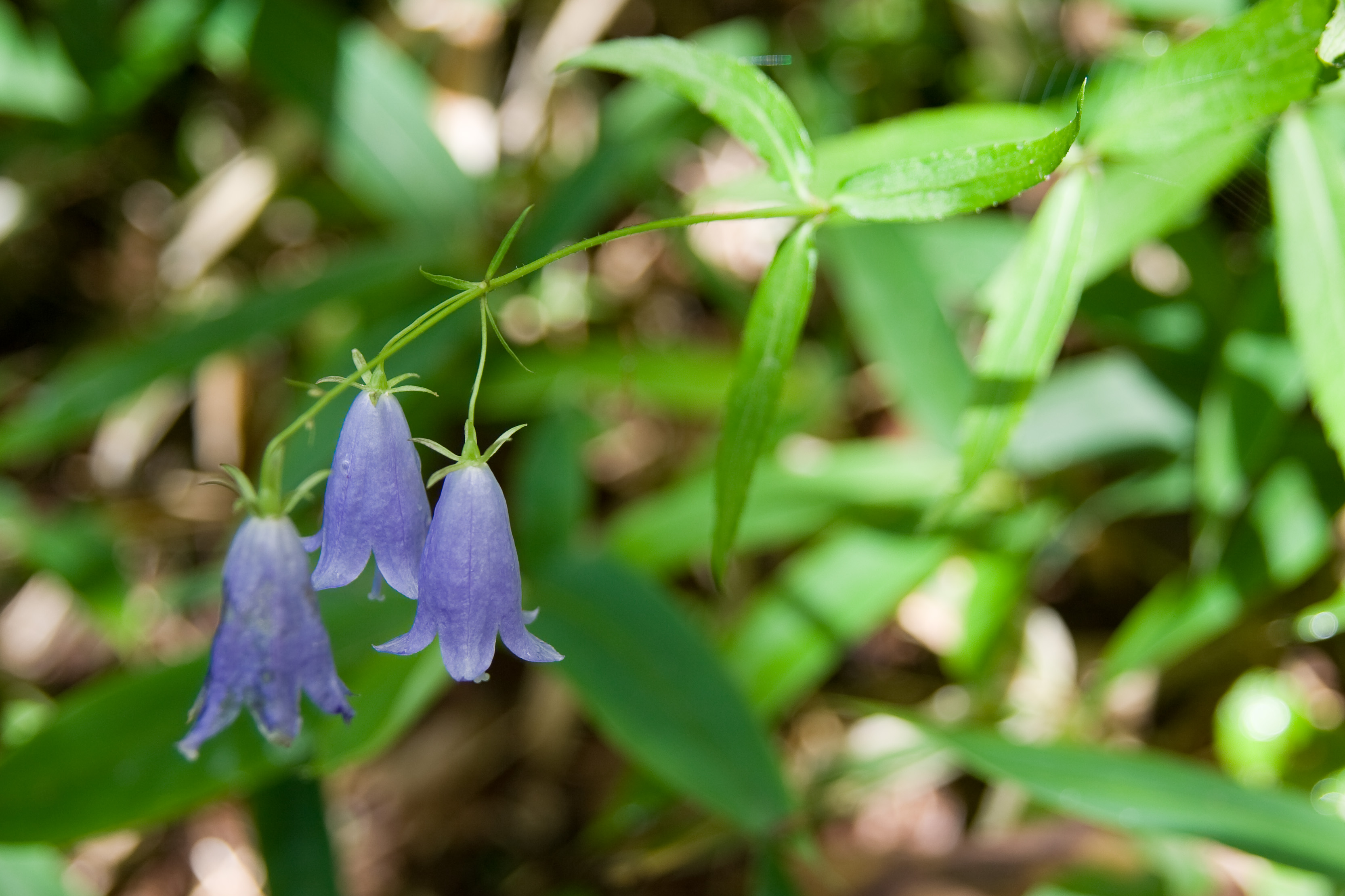
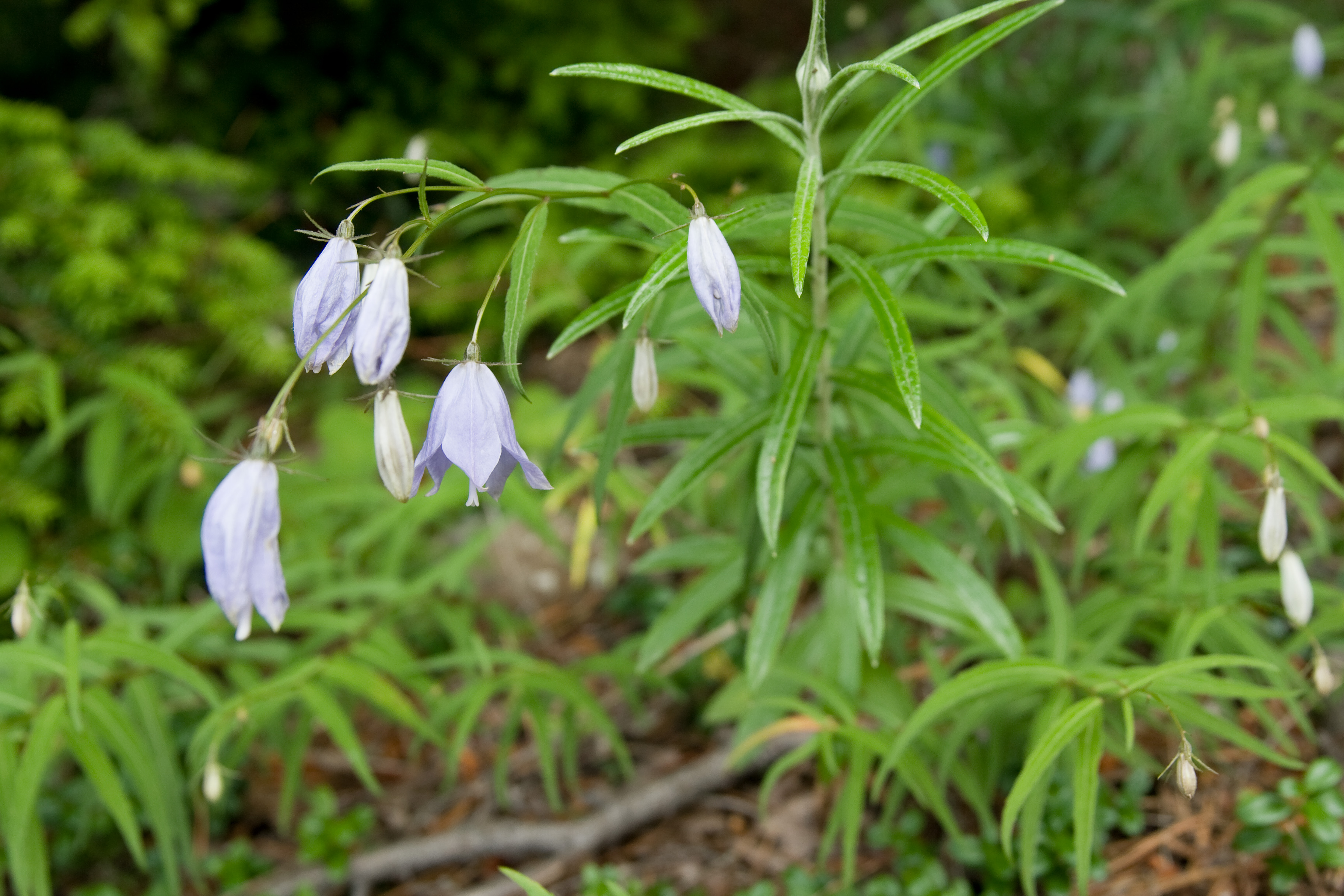